# صلاح ابوسیف
صلاح ابوسیف (عربی: صلاح أبو سيف؛ ۱۰ مهٔ ۱۹۱۵ – ۲۳ ژوئن ۱۹۹۶) کارگردان فیلم، و فیلم‌نامه‌نویس اهل مصر بود. از فیلم‌های او می‌توان به القادسیه اشاره کرد.